# Calpa kagyü
A calpa kagyü (tibeti: , Wylie: tshal pa bka' brgyud) vagy chelpa kagyü a tibeti buddhizmus négy iskolája közül a kagyüpa hagyományvonal négy fő iskolája közül az egyik – a többi három a karma kagyü, a baram kagyü és a pagtru kagyü. A calpa kagyü hagyományvonalat Csang Judrakpa Cöndru Drakpa (wylie: zhang g.yu brag pa brtson 'gru brags pa, 1123–1193), más néven Gungtang Láma Csang alapította, aki egyben a Cal Gungtang kolostor (wylie: tshal gung thang) alapítója is. Lama Csang a kagyü vonal kiemelkedő tanítómesterének, Gampópának az unokaöccsének, Dagpo Gomtsul Tsultim Nyingpo (wylie: dwags sgom tshul khrims snying po, 1116–1169) mesternek volt a tanítványa.
A calpa kagyü átadási vonal egészen a 15. századig működött függetlenül, amely után azonban beolvadt a gelug iskolába. A gelug iskola a mai napig tartja a calpa kagyü átadási vonalának nagy részét. A korábbi calpa kagyü összes tárgyi eszközét a gelug iskola igazgatása alá tartozó Szera kolostorban tartják.